# Szigeti Attila
Szigeti Attila (Marosvásárhely, 1973. június 23.) erdélyi magyar filozófus, filozófiai szakíró, egyetemi oktató.

## Életútja
A középiskolát szülővárosában, a Bolyai Farkas Líceumban végezte (1991), majd a BBTE-n szerzett filozófia szakos tanári diplomát (1996). Tanulmányait ugyanitt a francia filozófia mesterképzőn (1996–97), majd az Université Paris I. Panthéon-Sorbonne-on (1998–99) folytatta, a filozófia doktora címet az Université Paris XII. Val de Marne-on és a BBTE-n szerezte (2004).
1999-től a BBTE Filozófiatörténeti és Logikai Tanszékén előbb gyakornok, 2001-től tanársegéd, 2004-től adjunktus.

## Munkássága
Első szaktanulmánya 1994-ben jelent meg a Kellékben, amelynek alapítói közé tartozik; 2004-től szerkesztője a Studia Phaenomenologica c. folyóiratnak és a StUBB Philosophia sorozatának. Tanulmányai jelentek meg továbbá az Erdélyi Múzeumi Füzetekben (2004), a Partiumi Szemlében (2004), a Metamorfozele unei idei: Internaţionalitatea de la Plotin la Levinas (Bukarest, 2005), a Recherches phénoménologiques actuelles en Roumanie et en France (Hildesheim – Zürich – New York, 2006), Az interkulturalitás filozófiai problémái (Kolozsvár, 2007) és a Transzcendencia és megértés. 100 éve született Emmanuel Lévinas (Budapest, 2008) című kötetekben.
Társszerkesztője volt A filozófia alkalmazása – alkalmazott filozófia (Veress Károllyal, Kolozsvár, 2002), a Logika (Gál Lászlóval, Kolozsvár, 2002) és Az interkulturalitás filozófiai problémái (Veress Károllyal, Kolozsvár, 2007) című köteteknek. Ugyanakkor a Kellék folyóirat alapító szerkesztője, illetve az a szem kritikai online felület szerkesztőjeként is dolgozott.  

### Önálló kötetei
- Langage et temps dans la phénoménologie de Lévinas (Bukarest, 2009).
- A testet öltött másik. Kortárs fenomenológiai tanulmányok; Pro Philosophia, Kolozsvár, 2011 (Műhely)